# Aristomorphus perversus
Aristomorphus perversus är en skalbaggsart som först beskrevs av Borgmeier 1948.  Aristomorphus perversus ingår i släktet Aristomorphus och familjen stumpbaggar. Inga underarter finns listade i Catalogue of Life.